# 金井秀太
金井 秀太（かない ひでた、1938年5月7日 - ）は、日本の陸上競技選手。専門はやり投。
1964年東京オリンピックで男子やり投に出場した。

## 経歴
1956年の第11回国民体育大会には岡山県代表として出場、やり投で3位:54。1957年、中央大学に進む。1959年7月、第28回日本学生陸上競技対校選手権大会（岡山県営競技場）では、70m66で優勝。
大学卒業後は日立製作所に所属。1962年アジア競技大会（ジャカルタ）に出場、やり投で銅メダル（1962年アジア競技大会における陸上競技）。1964年東京オリンピックにやり投で出場したが、予選通過はならなかった。